# Carlos Relvas

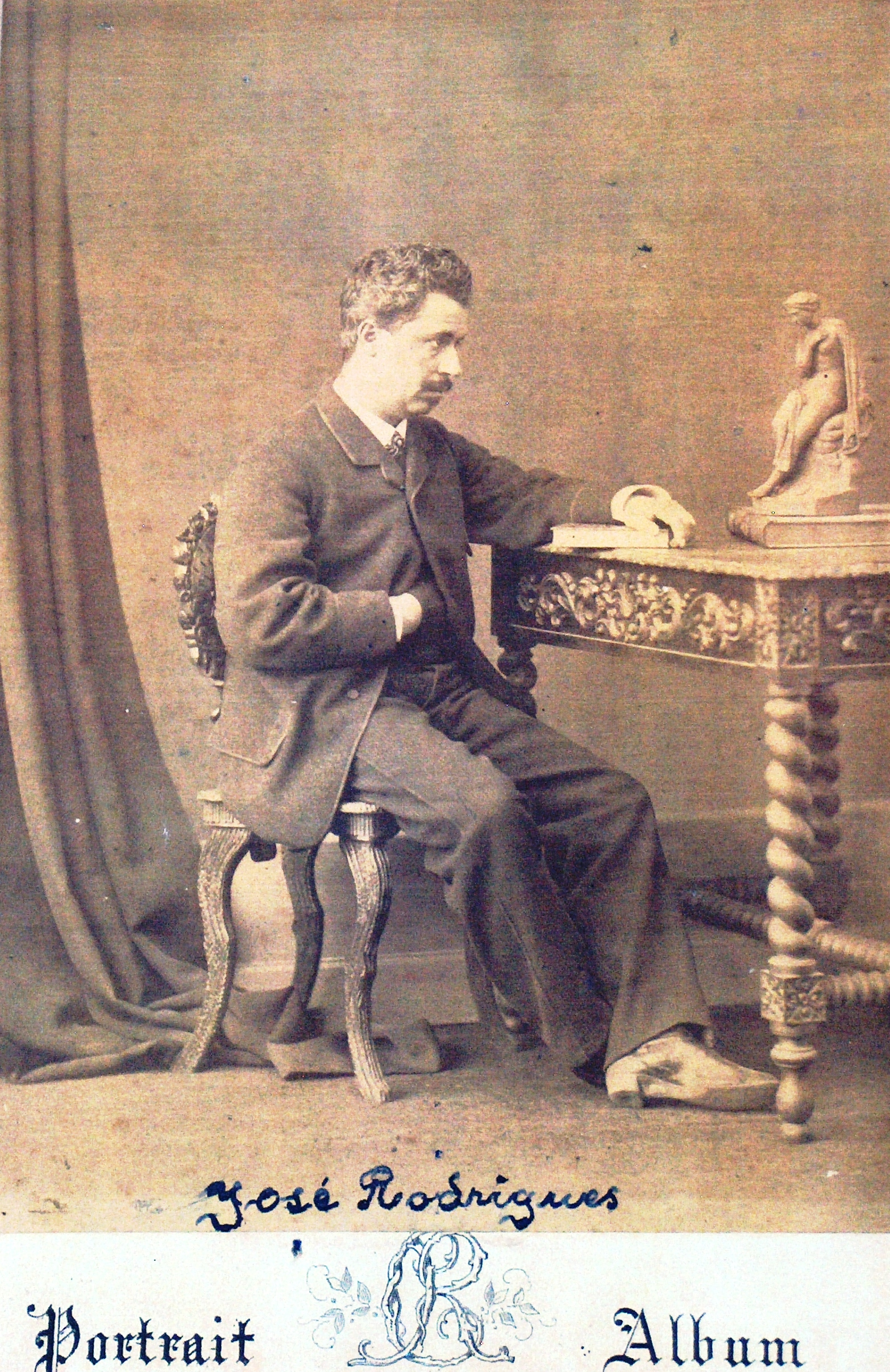
Carlos Relvas: José Rodrigues (1828-1887), portugalský malíř

Carlos Augusto Mascarenhas Relvas de Campos, známý jako Carlos Relvas (13. listopadu 1838, Golegã, Portugalsko – 23. ledna 1894) byl portugalský fotograf, zakladatel a průkopník fotografie v Portugalsku. Byl členem Francouzské fotografické společnosti.

## Život a dílo
Narodil se 13. listopadu 1838 v portugalském městečku Golegã v údolí řeky Tejo, v oblasti známé chovem lusitánských koní. Pocházel z bohaté šlechtické rodiny, vlastnil velký majetek a farmy. Kromě umění se věnoval celé řadě dalších oblastí, střílel z pistole a karabiny, cvičil, bojoval s šavlí, byl amatérským toreadorem, vlastnil koně, na kterých úspěšně jezdil, dokonce vynalezl záchranný člun. Hodně četl a studoval, byl členem společnosti rytířů.
Ve fotografii často experimentoval, je autorem několika vynálezů, byl nadaný výtvarným cítěním a věnoval se celé řadě fotografických žánrů. Byl v kontaktu s významnými osobnostmi evropské fotografie, mnoho cestoval, navštěvoval i obesílal významné veletrhy a výstavy, kde za své snímky pravidelně získával ocenění. V roce 1869 se stal členem Francouzské fotografické společnosti. Ačkoliv se označoval jako fotograf amatér, byl jedním z nejvyhledávanějších portrétistů.
Byl ženatý s D. Margaridou Amália Mendes de Azevedo e Vasconcelos, se kterou měli čtyři děti. Z nich jako veřejný činitel vystupoval José Relvas.
Carlos Relvas zemřel ve svých 55 letech 23. ledna 1894 na následky jezdecké nehody.

## Dědictví
Po smrti na něj bylo na více než sto let zapomenuto. Až po roce 2000 se Institutu portugalských muzeí a městu Golegã podařilo obnovit jeho secesní ateliér a zpracovat pozůstalost, která jen v negativech činí 13 000 kusů. V roce 2003 byla vydána monografie a uspořádána výstava v Museu Nacional de Arte Antiga v Lisabonu. V roce 2013 se uskutečnila putovní výstava po evropských metropolích, která začínala v pražské Galerii Rudolfinum.

## Ocenění
- Medaile za pokrok, Vídeň, Rakousko, 1873
- Stříbrná medaile, Madrid, 1873
- Stříbrná medaile, Photographische Gesellschaft, Vídeň, 1875
- Medaile, Filadelfie, 1876
- První cena (Zlatý kříž, Cruz de Bronze dourado), výstava Amsterdam, 1876
- Zlatá medaile, Zahradnická výstava Palácio de Cristal, Porto, 1877
- Zlatá medaile, Výstava uměleckoprůmyslového svazu, Grand Palais, Paříž